# 금아버스그룹
금아버스그룹(金亞―)은 금아고속관광을 모기업으로 삼으며 대한민국의 기업 집단이다. 본사는 경상북도 포항시 남구 희망대로659번길 40에 위치하고 있으며, 1979년 12월 20일에 설립되었다.

## 관련 계열사
- 금아여행 (고속·시외버스)
- 금아리무진 (고속·시외버스)
- 금아고속관광 (전세·공항버스)
- 천마관광 (경주시티투어)